# 光の中で
「光の中で」（ひかりのなかで）は、日本の女性歌手、hiroの11枚目のシングル。CCCDで発売。

## 解説
- 2004年9月23日にSONIC GROOVEよりリリースされた。
- 東映系映画『デビルマン』主題歌。
- 前作から、約1年2か月ぶりのシングルリリースとなる。
- 「光の中で」は、前作に引き続き松本良喜がプロデュースしている。

## 収録曲
1. 光の中で (5分26秒)
（作詞：H.U.B.、園田凌士　作曲：松本良喜　編曲：中野定博　弦編曲：村山達哉）
2. I wanna be your love (4分13秒)
（作詞：H.U.B.、hiro　作曲：梅野貴典　編曲：Suitcase Air Line）
3. 光の中で (Instrumental) (5分26秒)
4. I wanna be your love (Instrumental) (4分14秒)

## 参加ミュージシャン
光の中で
- hiro：Vocal, Background Vocal
- 川村ゆみ：Background Vocal
- 中野定博：Programming
- 知野芳彦：Guitar
- Kiriyama Strings：Strings

I wanna be your love
- hiro：Vocal, Background Vocal
- 川村ゆみ：Background Vocal
- Suitcase Air Line：Programming

## 収録アルバム・DVD
光の中で
- ベストアルバム『寛 シングル・コレクション』M13（2006年2月1日）
- クリップ集（DVD）『寛 クリップ・コレクション』M12（2006年2月1日）

I wanna be your love
- アルバム・DVD未収録

## カタログ
AVCD-16051 ￥1,050